# 주기성
주기성(朱器墭, 16세기 추정 ~ 1629년)은 명나라의 황족으로 당왕 주석황의 아들이며 융무제의 부친이다. 융무제가 즉위하자 선황제(宣皇帝)로 추존되었다.

## 생애
1594년 당왕세자로 책봉되었다.
주기성은 어려서부터 입에 흉한 혹이 있었고, 부왕 주석황은 그런 주기성을 미워하였으며 총애하는 후궁 소생의 차남을 세자로 세우려 하였다. 주석황은 주기성을 승봉사(承奉司)에 유폐하고 죽이려 했으나, 주기성의 조모이자 주석황의 생모가 반대하여 죽이지 못했다.
주기성은 1629년 사망하였는데 동생인 주기상(朱器塽), 주기준(朱器埈)에게 독살당했을 것으로 추정된다. 주기성의 아버지 주석황은 1632년 사망하였으며 당왕은 주기성의 아들인 주율건이 계승하였다.
주율건이 즉위하자 주기성은 당유왕(唐裕王)으로 추존되었으며, 1645년 주율건이 융무제로 즉위한 후, 선황제(宣皇帝)로 추존되었다.